# Rex Rómában
A Rex Rómában egy televíziós sorozat, amelynek több évada lesz.

## Történet
A Rex Rómában című sorozat a Rex felügyelőt pótolja a 13. évadtól. Ezt a sorozatot az M1 vetítette vasárnaponként 18.00 órától 2012. január 1. és július 15. között. A 13. évadtól a Rex felügyelőt Rex Rómában címen emlegetik, bár a 11-12. évad is Rómában játszódik. (Az első 12 évadot a TV2 közvetítette 1998 és 2009 között. Ezeket a részeket a Rex Rómában ismétlése előtt közvetlenül, 2013. január 7-től ismételte az M1, bár ott premierként sugározták. Érdekesség, hogy a Moser halála című epizódot Ferenc pápa megválasztása miatt megszakították a 35. perc körül és teljesen csak az ismétlés során vetítették le.)
A 13. évad szereplői változatlanok a 11-12. évadhoz képest. A főfelügyelő Lorenzo Fabbri (Kaspar Capparoni), társa Glandomenico Morinni (Fabio Ferri). A főnökük Filippo Gori (Augusto Zucchi), a törvényszéki orvos Katia Martelli (Pilar Abella).
A 14. évad 1. részében Morinni helyére Alberto Monterosso érkezik. Ő lesz Lorenzo társa. Itt bukkan fel először Tomaso Bizarri (Sergio Zecca), de a csapat nagyon gyorsan felbomlik, mert Lorenzo a 14. évad 2. részének végén meghal. Rex öt gazdája közül így négy a halálával távozott el Rextől. A 14. évad 3. részétől Davide Rivera, Alberto Monterosso és Tomaso Bizzari a csapat. Tehát 3 rész alatt az egész rendőrség kicserélődik, kivétel Katia és Filippo Gori, a főnök. Az évad utolsó részében szerepel utoljára Katia Martelli.
A 15. évadban sok új szereplő érkezik, köztük a 15. évad 1. részében Maddalena de Iuca, aki Katiát váltja a patológián. Az évadzáró rész Bizarri és Rivera utolsó epizódja, de a teljes rendőrség képletesen elbúcsúzik a nézőktől. Monterossot ünneplik, és mindenki koccint, majd a kamerába köszönnek, végül elérnek a Rexet ölelő Riveráig. Ez a rész a Sangue Freddo címet kapta. A 16. évad 1. részében érkezik Pietro Terzani.
Lesz majd egy Hanno Rubato Il Natale című karácsonyi epizód, valószínűleg a 16. évadban, ahol Kunz is visszatérhet.

## Pietro Piano/Marco Terzani
A 16. évad 1. részében újabb gazdája érkezik Rexnek. Marco Terzani.
Ő lesz Monterosso 3. felettese és Rex 7. gazdája (Michael, Moser, Brandtner, Hoffmann, Fabbri és Rivera után). Francesco Arca
alakítja a karaktert.
Érdekesség: Monterosso rekordot döntött 26 rész alatt. Ennyi idő alatt ugyanis már a 3. főfelügyelővel dolgozik együtt. Ilyen a sorozat történetében még nem volt. Úgy tűnik az olasz szériában sokkal több a csere, mint a német szériában.

## Szereplők
| Szerep                         | Színész            | Magyar hang           |
| ------------------------------ | ------------------ | --------------------- |
| Lorenzo Fabbri (122-155.) †    | Kaspar Capparoni   | Varga Gábor           |
| Giandomenico Morini (122-153.) | Fabio Ferri        | Fekete Zoltán         |
| Katia Martelli (122.-)         | Pilar Abella       | Zsigmond Tamara       |
| Filippo Gori (122.-)           | Augusto Zucchi     | Bácskai János         |
| Davide Rivera (156-)           | Ettore Bassi       | Dévai Balázs          |
| Alberto Monterosso (154.-)     | Domenico Fortunato | Bede-Fazekas Szabolcs |
| Tomaso Bizzarri (154-177.)     | Sergio Zecca       | Túri Bálint           |
| Marco Terzani (179-, 16. évad) | Francesco Arca     | Lux Ádám              |
| Andreas Mitterer (16. évad)    | Juergen Maurer     | Viczián Ottó          |
| Carlo Nero (16. évad)          | Michele Alhaique   | Kovács Lehel          |

| Csapattagok                                            | A csapat felállása (rész, évad) | Miért bomlott fel?        |
| ------------------------------------------------------ | ------------------------------- | ------------------------- |
| Erika Hedl, Fritz Kunz                                 | 122-178. rész (11-16. évad)     | Nem tudni az okát.        |
| Lorenzo Fabbri, Glandomenico Morini, Rex               | 122-153. rész (11-13. évad)     | Morini Milánóba költözik. |
| Lorenzo Fabbri, Alberto Monterosso, Rex                | 154-155. rész (14. évad)        | Lorenzot meggyilkolják.   |
| Davide Rivera, Alberto Monterosso, Tomaso Bizzari, Rex | 156-177. rész (14-15. évad)     | Tomaso meghal             |
| Davide Rivera, Alberto Monterosso, Rex                 | 178. rész (16. évad)            | Rivera eltűnik.           |
| Pietro Piano, Alberto Monterosso, Rex                  | 179. rész- (16. évad-)          | Nem tudni az okát.        |

## A főcím
A főcím minden részben egy kicsit más, ugyanis vannak benne az aktuális részből bevágott jelenetek (1-2 másodperc).
A 11. évad főcíme: Kaspar Capparoni, Fabio Ferri, Pilar Abella, Augusto Zucchi, a 11×01-ben Martin Weinek, a 11×01-02-ben Denise Zich. Ezen kívül az aktuális rész főbb szereplői.
A főcímdal a My friend Rex.
A 12. évad főcíme: az előbbiek+a 11-12. részben Martin Weinek és Gerhard Zemann.
A főcímdal a My friend Rex rövidített változata.
A 13. évad főcíme: ezt már az M1 készítette, ugyanolyan, mint a 12. évad, csak 13. évados képekkel és jelenetekkel.
A főcímdal a My friend Rex rövidített változata.
A 14. évad főcíme:
1-2. rész: Kaspar Capparoni, Domenico Fortunato, Pilar Abella, Augusto Zucchi, Sergio Zecca+az aktuális színészek.
A főcímdal a My friend Rex rövidített változata.
3-12. rész: Ettore Bassi, Domenico Fortunato, Sergio Zecca, Pilar Abella, Augusto Zucchi+az aktuális színészek.
A főcímdal a My name is Rex, a végefőcím a My friend Rex hosszabb változata.
A 15. évad főcíme:
Ettore Bassi, Domenico Fortunato, Sergio Zecca, Paolo Miano, Chiara Gensini.
A főcímdal a My name is Rex.
A 16. évad főcíme:
Francesco Arca, Domenico Fortunato, Chiara Gensini.
Többet nem tudunk róla.